# Pilgrimage (album)
Pilgrimage is het tweede studioalbum van Wishbone Ash. Het wordt samen met haar opvolger Argus gezien als de belangrijkste albums van de band. Het album laat een variatie aan muziekstijlen horen van folk, progressieve rock, close harmony (Valediction) en jazz (Vas dis). Wat direct opvalt aan het album is de diepe klank van de basgitaar van Martin Turner. Het album is opgenomen in mei 1971 in de De Lane Lea Studios te Londen. Where were you tomorrow is opgenomen in De Montfort Hall te Leicester (14 juni 1971).
Vas dis is een instrumentaal nummer, dat wordt ingezet door Upton, vervolgens voegt Martin Turner zich daarbij en daarna ontbrandt de strijd tussen de twee gitaristen (handelskenmerk van de band), na de gestreden strijd blijven alleen Martin Turner en Upton over. De loopjes die Martin Turner speelt worden steeds eenvoudiger van opzet en verdwijnen in het niets. Alleen de drummende Upton blijft over om de band de begeleiden naar het coda. Volgens klassieke notatie A-B-C-B-A-coda. Het nummer wordt in een snel tempo gespeeld en steunt op de virtuositeit van de spelers.
Alone werd eerst opgenomen met zang van Martin Turner; die versie werd later geschrapt; alleen de instrumentale versie verscheen op dit album. Turners versie verscheen in de verzamelbox Distillation.
De hoes was van Hipgnosis, de geluidstechnicus Martin Birch.

## Musici
- Andy Powell – gitaar, zang
- Ted Turner – gitaar, zang
- Martin Turner – basgitaar, zang
- Steve Upton – slagwerk

## Muziek
Alle door Wishbone Ash, behalve waar aangegeven

| Nr. | Titel                 | Duur |
| --- | --------------------- | ---- |
| 1.  | Vas dis (Jack McDuff) | 4:41 |
| 2.  | The pilgrim           | 8:30 |
| 3.  | Jail bait             | 4:41 |
| 4.  | Alone                 | 2:20 |

| Nr. | Titel                   | Duur  |
| --- | ----------------------- | ----- |
| 1.  | Lullaby                 | 2:59  |
| 2.  | Valediction             | 6:17  |
| 3.  | Where were you tomorrow | 10:23 |

| Nr. | Titel                                               | Duur |
| --- | --------------------------------------------------- | ---- |
| 8.  | Jail bait (live augustus 1972; van Live in Memphis) | 4:54 |

## Albumnotatie
Het album stond 9 weken in de Britse albumlijst. Het stond na uitbrengen acht weken achtereen in 1971 en verdween toen om in de week van 15 januari 1972 voor een week terug te komen op plaats 28.
| Hitnotering: 09-10-1971 t/m 04-12-1971 | Hitnotering: 09-10-1971 t/m 04-12-1971 | Hitnotering: 09-10-1971 t/m 04-12-1971 | Hitnotering: 09-10-1971 t/m 04-12-1971 | Hitnotering: 09-10-1971 t/m 04-12-1971 | Hitnotering: 09-10-1971 t/m 04-12-1971 | Hitnotering: 09-10-1971 t/m 04-12-1971 | Hitnotering: 09-10-1971 t/m 04-12-1971 | Hitnotering: 09-10-1971 t/m 04-12-1971 | Hitnotering: 09-10-1971 t/m 04-12-1971 |
| Week:                                  | 1                                      | 2                                      | 3                                      | 4                                      | 5                                      | 6                                      | 7                                      | 8                                      |                                        |
| -------------------------------------- | -------------------------------------- | -------------------------------------- | -------------------------------------- | -------------------------------------- | -------------------------------------- | -------------------------------------- | -------------------------------------- | -------------------------------------- | -------------------------------------- |
| Positie:                               | 14                                     | 16                                     | 19                                     | 16                                     | 14                                     | 16                                     | 27                                     | 36                                     | uit                                    |